# Delia cilifera
Delia cilifera este o specie de muște din genul Delia, familia Anthomyiidae. A fost descrisă pentru prima dată de Malloch în anul 1918. Conform Catalogue of Life specia Delia cilifera nu are subspecii cunoscute.